# Gare de Taunton
La gare de Taunton est une gare ferroviaire britannique de la Great Western Main Line, située dans de la ville de Taunton dans le Somerset.
Elle est gérée et principalement desservie par la First Great Western.